# Lijst van afleveringen van The Middle
Dit is een lijst van afleveringen van de Amerikaanse televisieserie The Middle. De serie telt acht seizoenen.

## Overzicht
| Seizoen | Aantal afleveringen | Uitgezonden                     |  |
| ------- | ------------------- | ------------------------------- |  |
| 1       | 24                  | 30 september 2009 – 19 mei 2010 |  |
| 2       | 24                  | 22 september 2010 – 25 mei 2011 |  |
| 3       | 24                  | 21 september 2011 – 23 mei 2012 |  |
| 4       | 24                  | 26 september 2012 – 22 mei 2013 |  |
| 5       | 24                  | 25 september 2013 – 21 mei 2014 |  |
| 6       | 24                  | 24 september 2014 – 13 mei 2015 |  |
| 7       | 24                  | 23 september 2015 – 18 mei 2016 |  |
| 8       | -                   | 11 oktober 2016 – mei 2017      |  |

## Seizoen 1 (2009)
| Nr. | Titel                    | Regisseur          | Schrijver(s)                  | Uitzenddatum Verenigde Staten |  |
| --- | ------------------------ | ------------------ | ----------------------------- | ----------------------------- |  |
| 1 (1-01) | Pilot                    | Julie Ann Robinson | DeAnn Heline & Eileen Heisler | 30 september 2009             |  |
| Moeder Frankie Heck probeert zo goed als mogelijk haar gezin te leiden, maar makkelijk is dat allerminst, zeker wanneer de baas van de garage waar ze werkt niet tevreden is met haar resultaten. Dochter Sue wil ondertussen proberen lid te worden van het schoolkoor en zoon Brick is vergeten te vertellen dat mama Frankie naar zijn school moet komen, verkleed als supervrouw. |                          |                    |                               |                               |  |
| 2 (1-02) | The Cheerleader          | Lee Shallat        | DeAnn Heline & Eileen Heisler | 7 oktober 2009                |  |
| Om de verkoop van de garage wat aan te zwengelen, bedenkt Frankie een stunt met jellybeans. Sue wil proberen bij het zwemteam van de school te geraken en Brick mag geen boeken meer lenen uit de bibliotheek omdat er een boete openstaat van 200 dollar. |                          |                    |                               |                               |  |
| 3 (1-03) | The Floating Anniversary | Gail Mancuso       | Rob Ulin                      | 14 oktober 2009               |  |
| Frankie en Mike zien hun romantische plannen in het water vallen wanneer Brick ziek wordt, Sue liefdesverdriet heeft, Axl problemen heeft met zijn rijbewijs en twee tantes van Frankie roet in het eten komen strooien. |                          |                    |                               |                               |  |
| 4 (1-04) | The Trip                 | Lee Shallat Chemel | Jana Hunter & Mitch Hunter    | 21 oktober 2009               |  |
| Sue wil koste wat het kost mee op een schooltrip naar Indianapolis, en moet hiervoor een hele hoop kaas en worst verkopen. Ze slaagt voor de eerste keer in haar opzet, maar haar verbazing is groot wanneer blijkt dat ze toch niet mee mag. Frankie en Mike proberen haar aan te moedigen en haar te leren voor zichzelf op te komen. Ondertussen heeft Brick een vriendinnetje. |                          |                    |                               |                               |  |
| 5 (1-05) | The Block Party          | Ken Whittingham    | Alex Reid                     | 28 oktober 2009               |  |
| Volgens de leraren op Brick's school is hij niet sociaal vaardig genoeg. Mike probeert hem aan te moedigen te gaan sporten, en hun verbazing is groot wanneer Brick vertelt dat hij graag basketbalt. Ondertussen probeert Frankie de liefde van haar zoon Axl voor haar te winnen, maar Axl is blind voor de aandacht waar zijn moeder om smeekt. |                          |                    |                               |                               |  |
| 6 (1-06) | The Front Door           | Michael Spiller    | Russ Woody                    | 4 november 2009               |  |
| Axl breekt per ongeluk de voordeur af, en vader Mike staat erop dat hij zelf de reparaties uitvoert. Ondertussen wordt Frankie onder druk gezet door haar baas om een wagen te verkopen, anders zal ze verkleed als hond flyers moeten uitdelen voor de garage. Ondertussen probeert Sue een goede foto van haar te laten nemen. |                          |                    |                               |                               |  |
| 7 (1-07) | The Scratch              | Wendey Stanzler    | DeAnn Heline & Eileen Heisler | 18 november 2009              |  |
| De hele familie helpt mee het huis schoon te maken. Tijdens het opruimen gooit Frankie per ongeluk met een bierflesje en daardoor geraakt Brick gewond. Die gaat dit vertellen op school, waardoor er ineens een maatschappelijk werker voor hun deur staat. Frankie wil er nu alles aan doen om over te komen als de perfecte familie. |                          |                    |                               |                               |  |
| 8 (1-08) | Thanksgiving             | Michael Spiller    | Vijal Patel                   | 25 november 2009              |  |
| Frankies droom voor een ideale Thanksgiving met de hele familie vallen in het water wanneer haar baas, Mr. Ehlert, haar verplicht te werken op deze feestdag. Ondertussen heeft Sue haar eerste vriendje en verliest Axl zijn broer Brick in een maisveld. |                          |                    |                               |                               |  |
| 9 (1-09) | Siblings                 | Barnet Kellman     | Rob Ulin                      | 2 december 2009               |  |
| Frankie ziet een paar broers en zussen liefdevol met elkaar spelen, en ze droomt ervan dat haar kinderen dit ook zouden kunnen: spelen zonder ruzie maken. Ze stelt alles in het werk om haar droom ook te realiseren. Ondertussen moet Mike tante Edie ontslaan nadat zij een dure fout maakt in de groeve. |                          |                    |                               |                               |  |
| 10 (1-10) | Christmas                | Reginald Hudlin    | Roy Brown                     | 9 december 2009               |  |
| Terwijl Frankie oefent voor haar solozang tijdens de middernachtmis op Kerstavond, organiseert Mike het huishouden en bereidt hij samen met de kinderen het feestmaal voor. Maar Frankie wordt jaloers wanneer ze merkt dat Mike beter werk levert als zij. Ondertussen moeten Frankie en Mike ook nog eens Brick in de kerststemming krijgen, wat makkelijker gezegd is dan gedaan. |                          |                    |                               |                               |  |
| 11 (1-11) | The Jeans                | Jamie Babbit       | Jana Hunter & Mitch Hunter    | 6 januari 2010                |  |
| Frankie en Mike moeten een hormonale Sue in toom houden wanneer ze een dure jeansbroek wil om erbij te horen bij haar vrienden, en als Axl dit hoort wil hij een auto. Ondertussen willen Frankie en Mike Brick wat verantwoordelijkheidszin bijbrengen en laten hem enkele dagen op Doris passen, de hond van tante Edie en tante Ginny. |                          |                    |                               |                               |  |
| 12 (1-12) | The Neighbor             | Lee Shallat Chemel | Jana Hunter & Mitch Hunter    | 6 januari 2010                |  |
| Sue heeft een aanvaring met de buurjongens en Frankie vreest dat ze nu met Rita Glossner (Brooke Shields), de moeder van de jongens, zal moeten afrekenen. Ondertussen probeert Axl Brick om te kopen wanneer hem wordt gevraagd Brick aan te leren hoe hij tegen een bal moet trappen, maar dat draait anders uit wanneer Brick Axl chanteert. |                          |                    |                               |                               |  |
| 13 (1-13) | The Interview            | Ken Whittingham    | Vijal Patel                   | 13 januari 2010               |  |
| Mike ontdekt het been van een dinosaurus in zijn groeve en daarop wordt de groeve gesloten voor wetenschappelijk onderzoek. Mike moet nu op zoek naar een nieuwe baan, maar dat blijkt makkelijker gezegd dan gedaan, want de technologische evolutie heeft niet stilgestaan- ook niet op de banenmarkt. Ondertussen moet Frankie Brick te hulp springen wanneer hij schoolhistoricus wil worden.                                                                                        |                          |                    |                               |                               |  |
| 14 (1-14) | The Yelling              | Elliot Hegarty     | Rob Ulin                      | 3 februari 2010               |  |
| Frankie belooft aan de kinderen om niet meer tegen hen te roepen en te gillen, als zij haar kunnen beloven dat ze al hun taken en schoolwerk zorgvuldig zullen uitvoeren. Ondertussen moet Mike (zeer tegen zijn zin) samenwerken met Bob. |                          |                    |                               |                               |  |
| 15 (1-15) | Valentine's Day          | Chris Koch         | Bruce Rasmussen               | 10 februari 2010              |  |
| Op Valentijnsdag zijn Frankie en Mike totaal onverwacht alleen thuis: Brick is voor de eerste keer gaan slapen bij een vriendje, Sue heeft haar eerste feestje waar ook jongens aanwezig zullen zijn en Axl heeft grootse plannen met zijn vrienden. Maar dan begint alles fout te lopen. |                          |                    |                               |                               |  |
| 16 (1-16) | The Bee                  | Ken Whittingham    | DeAnn Heline & Eileen Heisler | 3 maart 2010                  |  |
| Brick wint een spellingswedstrijd op school en Mike begint met hem te oefenen voor de nationale wedstrijd. In al hun enthousiasme voor Bricks overwinning vergeten ze echter Sues verjaardag. |                          |                    |                               |                               |  |
| 17 (1-17) | The Break-Up             | Wendey Stanzler    | Vijal Patel                   | 10 maart 2010                 |  |
| Frankie en Mike zijn dolblij met Axls nieuwe vriendin Morgan (Alexa Vega). Maar wanneer zij het plots uitmaakt, is Axl er het hart van in en moeten Frankie en Mike hem troosten. Ondertussen moet Sue babysitten op Brick, maar dat loopt al snel fout wanneer ze samen naar een horrorfilm kijken. |                          |                    |                               |                               |  |
| 18 (1-18) | The Fun House            | Chris Koch         | Roy Brown                     | 24 maart 2010                 |  |
| Wanneer Mr. Ehlert Abby (Amy Sedaris) aanneemt om het personeel te motiveren om zo de verkoop aan te zwengelen, vreest Frankie voor haar job. Ondertussen moet Mike het huishouden onder controle houden: Axl wil een snookertafel, Sues ex-vriendje heeft wat wijze raad nodig en Brick heeft hulp nodig met zijn huiswerk. |                          |                    |                               |                               |  |
| 19 (1-19) | The Final Four           | Alex Reid          | Rob Ulin                      | 31 maart 2010                 |  |
| Mr. Ehlert krijgt sympathie voor Mike en geeft hem tickets voor een belangrijke basketbalwedstrijd. Maar dan overlijdt een oom van Frankie en blijkt dat de begrafenis op dezelfde dag plaatsheeft als de wedstrijd. Ondertussen wil Brick niet naar een verjaardagsfeestje en roept hij de hulp in van Sue. |                          |                    |                               |                               |  |
| 20 (1-20) | TV or Not TV             | Lee Shallat Chemel | Vijal Patel                   | 14 april 2010                 |  |
| Nadat ze hun elektriciteitsrekening niet betaald hebben, wordt die afgesloten en moeten Frankie en Mike besparen. Ze beëindigen hun kabeltelevisieabonnement en dat is niet naar de zin van de kinderen. Maar ook Frankie en Mike moeten toegeven dat ook zij veel te veel tijd doorbrachten voor de buis, want ook zij beginnen zich te vervelen. Ondertussen moet Brick de speeltijd op school doorbrengen op de speelplaats nu de schoolbibliotheek gesloten is tijdens de speeltijd. |                          |                    |                               |                               |  |
| 21 (1-21) | Worry Duty               | Lee Shallat-Chemel | Bruce Rasmussen               | 28 april 2010                 |  |
| Frankie maakt zich zorgen over Axl: hij is terug samen met Morgan, maar Frankie denkt dat ze zijn hart weer zal breken. Ondertussen leert Brick wat het is om moeder te zijn als hij voor een schoolopdracht op een kuikentje moet passen. |                          |                    |                               |                               |  |
| 22 (1-22) | Mother's Day             | Barnet Kellman     | Mitch Hunter & Jana Hunter    | 5 mei 2010                    |  |
| Op Moederdag blijkt dat Frankie meer moet werken voor haar man en kinderen dan dat zijzelf in de watten wordt gelegd. Ze muist ervan tussen en brengt een bezoekje aan haar eigen moeder (Marsha Mason). Die is dolblij met het bezoekje en verwent haar dochter alsof ze nog een kind was. Ondertussen voelt Sue zich schuldig nadat ze iets steelt uit een winkel. |                          |                    |                               |                               |  |
| 23 (1-23) | Signals                  | Jamie Babbit       | DeAnn Heline & Eileen Heisler | 12 mei 2010                   |  |
| De hele familie bereidt een barbecue voor en ter ere van die gelegenheid willen Mike en Brick hun sociale kant laten zien. Axl maakt het zwembad schoon, in de hoop dat enkele knappe meisjes een duik willen nemen in bikini. Ondertussen heeft Sue iemand ontmoet die haar eindelijk begrijpt: dominee TimTom. Wanneer blijkt dat hij wordt overgeplaatst door financiële problemen binnen de kerk, begint Sue spontaan een inzamelactie voor de dominee.                              |                          |                    |                               |                               |  |
| 24 (1-24) | Average Rules            | Wendey Stanzler    | DeAnn Heline & Eileen Heisler | 19 mei 2010                   |  |
| Op de ouderavond van Bricks school komen Frankie en Mike te weten dat Brick misschien zijn jaar moet overdoen, omdat hij 31 boeken niet heeft teruggebracht naar de bibliotheek. Ondertussen scoort Axl zeer hoog op een belangrijke test en probeert Frankie Sue wat op te peppen. |                          |                    |                               |                               |  |

## Seizoen 2 (2010)
| Nr. | Titel                       | Regisseur          | Schrijver(s)                  | Uitzenddatum Verenigde Staten |  |
| --- | --------------------------- | ------------------ | ----------------------------- | ----------------------------- |  |
| 25 (2-01) | Back to School              | Wendey Stanzler    | DeAnn Heline & Eileen Heisler | 22 september 2010             |  |
| Na een rampzalige poging om de kinderen op tijd op school te krijgen mislukt, gaat Frankie zich intensief bezighouden met de activiteiten van haar kinderen, in de hoop om hun leven wat beter te organiseren. Ondertussen is Sue zo enthousiast dat ze lid is mogen worden van de crosscountry club, dat ze de (veel te warme) trui van haar team altijd wil dragen. En Axl krijgt een wekker cadeau van zijn moeder, iets wat zijn hele bioritme in de war brengt.                                           |                             |                    |                               |                               |  |
| 26 (2-02) | Homecoming                  | Ken Whittingham    | Rob Ulin                      | 29 september 2010             |  |
| Axl is nu officieel lid van het voetbalteam van de school, en Frankie is dolgelukkig: ze ziet haar dromen eindelijk uitkomen en ze droomt zelfs al verder. Maar dan hoort ze dat Sues eerste looptraining op dezelfde dag is als 'Homecoming' en staan Frankie en Mike voor een moeilijke keuze: naar welk evenement zullen ze gaan? Ondertussen vraagt Mike aan Brick om de bladeren in tuin bijeen te harken, maar tot zijn verbazing gooit Brick de blaadjes niet weg: Brick wil ze vrijlaten in het bos.   |                             |                    |                               |                               |  |
| 27 (2-03) | The Diaper Incident         | Wendey Stanzler    | Vijal M. Patel                | 6 oktober 2010                |  |
| Sue moet babysitten en komt zonder pampers te zitten. Frankie gaat er voor haar kopen, maar wordt beledigd door de winkelbediende die denkt dat ze pampers voor volwassenen komt kopen. Ondertussen moet Mike (onder druk van Frankie) op medische controle. Alles blijkt in orde te zijn, maar dan krijgt Frankie zelf iets aan haar rug en verzwijgt ze dit voor Mike. Sue wordt verliefd op een vriend van Axl en Brick begint alle kleine leugentjes die zijn moeder hem ooit verteld heeft uit te testen. |                             |                    |                               |                               |  |
| 28 (2-04) | The Quarry                  | Alex Reid          | Vijal M. Patel                | 13 oktober 2010               |  |
| Axl wordt van school gestuurd, en om hem een lesje te leren, neemt Mike hem mee naar zijn werk in de groeve. Maar dat plan loopt goed fout wanneer Axl zijn baantje leuk begint te vinden en definitief wil stoppen met school. Ondertussen wordt Sues crosscountry-club ontbonden door besparingen, en Frankie denkt dat zij daar misschien weleens de oorzaak van zou kunnen zijn. En Brick verliest de afstandsbediening van de televisie.                                                                  |                             |                    |                               |                               |  |
| 29 (2-05) | Foreign Exchange            | Paul Lazarus       | Jana Hunter & Mitch Hunter    | 20 oktober 2010               |  |
| Frankie overtuigt Mike en de kinderen dat ze een Japanse uitwisselingsstudent in huis moeten halen om hem te laten zien hoe de gemiddelde Amerikaan leeft. Maar de familie wordt de jongen al snel beu wanneer hij weinig interesse toont in de familie. |                             |                    |                               |                               |  |
| 30 (2-06) | Halloween                   | Jamie Babbit       | Roy Brown                     | 27 oktober 2010               |  |
| Frankie wordt uitgenodigd voor een Halloweenfeestje voor volwassenen. Maar hoe krijgt ze Mike in een kostuum? Ondertussen ontdekt Sue dat dominee TimTom terug is en dat hij een Halloweenfeestje organiseert in de kerk. Voor Axl en zijn vrienden is de avond minder geslaagd en Brick heeft een bijzonder kostuum gevonden voor Halloween. |                             |                    |                               |                               |  |
| 31 (2-07) | A Birthday Story            | Ken Whittingham    | Vijal M. Patel                | 3 november 2010               |  |
| Frankie en Mike weten niet wat zeggen wanneer Brick op zijn negende verjaardag vraagt naar de waarheid over wat er gebeurd is op de dag dat hij geboren werd- tot nu toe een goed bewaard familiegeheim. Ondertussen weet Axl niet wat denken over zijn nieuwe manager in de bioscoop waar hij werkt: ze is knap en dom, wat hem doet afvragen waarom ze de baan in de eerste plaats gekregen heeft. |                             |                    |                               |                               |  |
| 32 (2-08) | Errand Boy                  | Lee Shallat Chemel | Tim Hobert                    | 17 november 2010              |  |
| Brick wil niet meer mee boodschappen gaan doen in het weekend en smeekt om alleen thuis te mogen blijven. Mike hoort enkele vriendinnen van Sue over haar roddelen en weet niet goed hoe hiermee om te gaan. Ondertussen probeert Axl een baard te laten groeien. |                             |                    |                               |                               |  |
| 33 (2-09) | Thanksgiving II             | Ken Whittingham    | Rob Ulin                      | 24 november 2010              |  |
| Mike nodigt zijn broer Rusty (Norm Macdonald) en zijn vader uit voor Thanksgiving. Frankie hoort de mannen een nogal oppervlakkige conversatie hebben en stimuleert Mike om met zijn broer en vader over hun gevoelens te spreken. Brick is heel enthousiast als blijkt dat Bob zijn vriendin Linda heeft meegebracht en zij een even grote liefde heeft voor boeken als hij: ze is bibliothecaresse. Ondertussen wil Sue een appeltaart bakken met Frankie.                                                   |                             |                    |                               |                               |  |
| 34 (2-10) | A Simple Christmas          | Elliot Hegarty     | Mitch Hunter & Jana Hunter    | 8 december 2010               |  |
| Frankies ouders Pat (Marsha Mason) en Tag (Jerry Van Dyke) komen voor de feestdagen 12 dagen op bezoek, tot grote ergernis van Mike. Frankie beslist dan dat de focus van het feest op het samenzijn moet liggen en niet zozeer op de cadeautjes. Maar daar zijn Pat & Tag het niet mee eens. |                             |                    |                               |                               |  |
| 35 (2-11) | Taking Back the House       | Barnet Kellman     | DeAnn Heline & Eileen Heisler | 5 januari 2011                |  |
| Nadat hun leven jarenlang beheerst werd door de kinderen, besluiten Frankie & Mike dat het tijd is om weer wat meer aan zichzelf te denken. Maar daar denken de kinderen duidelijk anders over. |                             |                    |                               |                               |  |
| 36 (2-12) | The Big Chill               | Lee Shallat Chemel | Rob Ulin                      | 12 januari 2011               |  |
| Mike is boos op Frankie omdat ze een tube oogcrème heeft gekocht van 200 dollar, maar volgens haar was het niet met opzet, want ze dacht dat de tube slechts 20 dollar kostte. Axl krijgt een pop mee naar huis om te leren omgaan met kinderen. Ondertussen zoeken Sue en Brick naar een oplossing wanneer ze per ongeluk een gat in de muur van Bricks slaapkamer slaan. |                             |                    |                               |                               |  |
| 37 (2-13) | Super Sunday                | Paul Lazarus       | Vijal Patel                   | 19 januari 2011               |  |
| Nu de Super Bowl dichterbij komt, is Mike verheugd dat Brick zich wil verdiepen in de regels van de sport, zodat ze samen kunnen kijken naar de match. Axl is jaloers want hij denkt dat Brick zijn plaats wil innemen als Mikes sport partner. Ondertussen mag Frankie mee met Mr. Ehlert naar een management seminarie en vraagt Brad, het ex-vriendje van Sue, haar mee als danspartner voor een wedstrijd op school.                                                                                       |                             |                    |                               |                               |  |
| 38 (2-14) | Valentine's Day II          | Lee Shallat-Chemel | Roy Brown                     | 9 februari 2011               |  |
| Axl begint uit te gaan met een meisje waar Frankie & Mike zich niet in kunnen vinden. Sue zoekt de jongen waar ze op Halloween mee heeft gekust en Brick heeft een boontje voor een meisje uit zijn klas, tot Mike het verpest. |                             |                    |                               |                               |  |
| 39 (2-15) | Friends, Lies and Videotape | Alex Reid          | Tim Hobert                    | 16 februari 2011              |  |
| Frankie vindt een vriend voor Brick. Sue wil naar een film voor volwassenen en Axl wil een videoclip maken voor zijn band. |                             |                    |                               |                               |  |
| 40 (2-16) | Hecks on a Plane            | Elliot Hegarty     | DeAnn Heline & Eileen Heisler | 23 februari 2011              |  |
| Sue wint 4 tickets voor een reis naar New York, maar de reis loopt helemaal verkeerd wanneer de hele familie zich verslaapt, Frankie de snacks vergeet en Bricks boeken, Sue & Axl ruzie krijgen over wie van hun twee in eerste klasse mag zitten en de vlucht wordt afgeleid door een sneeuwstorm. |                             |                    |                               |                               |  |
| 41 (2-17) | The Math Class              | Alex Reid          | Jana Hunter & Mitch Hunter    | 2 maart 2011                  |  |
| Frankie gaat nog eens de confrontatie aan met Bricks lerares, Juf Rinsky (Doris Roberts), wanneer Brick een slecht cijfer haalt voor wiskunde. Maar dat loopt grondig mis wanneer zij en Mike nu zelf een wiskunde test moeten afleggen. Ondertussen moeten Axl en Sue (zeer tegen hun zin) babysitten op hun groottantes. |                             |                    |                               |                               |  |
| 42 (2-18) | Spring Cleaning             | Barnet Kellman     | Vijal Patel                   | 23 maart 2011                 |  |
| De lente schoonmaak is voor de familie Heck een ware belevenis, want ze moeten meer dan 20 jaar rommel opruimen. Maar daardoor komen nu ook wel enkele zaken naar boven die beter verborgen waren gebleven. Ondertussen opent Brick een buurt informatiepunt waar iedereen spotgoedkoop advies over alles kan krijgen. |                             |                    |                               |                               |  |
| 43 (2-19) | The Legacy                  | Adam Davidson      | Rob Ulin                      | 13 april 2011                 |  |
| Mike geeft Axl een zware straf: hij mag niet deelnemen aan de finale basketbalwedstrijd van dit seizoen. Sue en Brick krijgen het ondertussen weer aan de stok met de buurjongens. |                             |                    |                               |                               |  |
| 44 (2-20) | Royal Wedding               | Ken Whittingham    | Vijal Patel                   | 20 april 2011                 |  |
| Frankie geraakt helemaal in de ban van de trouw van Prins William en Kate Middleton. Ze 'huurt' een nieuw televisietoestel en koopt allerlei snuisterijen van de trouw. Ondertussen krijgt Mike af te rekenen met een staking in de groeve en helpt Brick Sue met een auditie. |                             |                    |                               |                               |  |
| 45 (2-21) | Mother's Day II             | Lee Shallat-Chemel | Tim Hobert                    | 4 mei 2011                    |  |
| Omdat het Moederdag is, stelt Mike voor dat Frankie de hele dag voor haarzelf krijgt en hij voor de kinderen zal zorgen. Maar dat loopt grondig mis, waardoor Mike haar nu voorstelt om dit nog eens te organiseren. |                             |                    |                               |                               |  |
| 46 (2-22) | The Prom                    | Ken Whittingham    | Michael Saltzman              | 11 mei 2011                   |  |
| Wanneer Axl per ongeluk het verkeerde meisje uitnodigt om met hem naar het schoolbal te gaan, eisen Frankie en Mike dat hij de juiste beslissing neemt: ofwel het op een correcte manier afzeggen, ofwel haar toch meenemen naar het bal. Ondertussen proberen Sue en haar vriendin Carly om erbij te horen op school en werkt Brick zijn ouders op de zenuwen met zijn monologen. |                             |                    |                               |                               |  |
| 47 (2-23) | The Bridge                  | Lee Shallat-Chemel | Roy Brown                     | 18 mei 2011                   |  |
| Frankie en Mike proberen Brick over zijn angst voor bruggen te krijgen. Axl wil ondertussen een vakantiebaantje als redder in het lokale zwembad en Sue maakt haar moeder gek wanneer ze gaan winkelen voor een nieuw badkostuum voor Sue. |                             |                    |                               |                               |  |
| 48 (2-24) | Back to Summer              | Ken Whittingham    | Deann Heline & Eileen Heisler | 25 mei 2011                   |  |
| Nu er slechts 3 dagen resteren voor de grote vakantie begint, is Frankie euforisch dat ze weer een schooljaar overleefd heeft. Maar die euforie slaat al snel om in paniek wanneer blijkt dat Brick nog een dagboek moet indienen, Axl nog 30 uren gemeenschapsdienst moet doen en Sue moet bewijzen dat ze elke dag effectief op school aanwezig was. |                             |                    |                               |                               |  |

## Seizoen 3 (2011)
| Nr. | Titel                  | Regisseur                                            | Schrijver(s)                           | Uitzenddatum Verenigde Staten |  |
| --- | ---------------------- | ---------------------------------------------------- | -------------------------------------- | ----------------------------- |  |
| 49/50 (3-01 & 3-02) | Forced Family Fun      | Lee Shallat Chemel (Deel 1) Ken Whittingham (Deel 2) | Vijal Patel                            | 21 september 2011             |  |
| Nu de school bijna terug begint, beseft Frankie dat iedereen rond haar op vakantie is gegaan, behalve haar eigen gezin. Daarom beslist ze om nog snel met het hele gezin te gaan kamperen. De kinderen zien dit echter niet zitten en alles loopt in het honderd wanneer ze ook nog eens Nicky (Ray Romano), een oude schoolkameraad van Mike tegen het lijf lopen. |                        |                                                      |                                        |                               |  |
| 51 (3-03) | Hecking Order          | Elliot Hegarty                                       | Roy Brown                              | 28 september 2011             |  |
| Mike moet met de leraar van Brick gaan spreken wanneer hij blijkbaar niet veel interesse toont in de sportlessen. Axl en Sue gaan nu naar dezelfde school, maar dat vindt Axl allesbehalve leuk. Hij verzint een plan om Sue zo ver mogelijk uit zijn buurt te houden. Ondertussen is Frankie geshockeerd wanneer blijkt dat de kinderen Mike als hoofd van hun familie aanzien. |                        |                                                      |                                        |                               |  |
| 52 (3-04) | Major Changes          | Lee Shallat Chemel                                   | Eileen Heisler & DeAnn Heline          | 5 oktober 2011                |  |
| Frankie krijgt een crisis nadat ze per ongeluk de teennagels van Axl opeet, en ze trekt weer in bij haar moeder (Marsha Mason). Dat veroorzaakt een golf van paniek bij de andere familieleden: wat moeten ze nu beginnen zonder hun moeder? |                        |                                                      |                                        |                               |  |
| 53 (3-05) | The Test               | Elliot Hegarty                                       | Tim Hobert                             | 12 oktober 2011               |  |
| Axl heeft niet gestudeerd voor een belangrijke test, en dat maakt Frankie heel nerveus. Sue doet ondertussen auditie voor de cheerleaders en Mike probeert Brick wat stoerder te maken, nadat blijkt dat hij op school gepest wordt. |                        |                                                      |                                        |                               |  |
| 54 (3-06) | Bad Choices            | Lee Shallat Chemel                                   | Jana Hunter & Mitch Hunter             | 19 oktober 2011               |  |
| Frankie en Mike overwegen hun huis te verkopen en te verhuizen naar een appartement. Axl doet alsof hij ziek is, maar daardoor kan hij nu ook niet naar een leuk feestje en daar zoekt hij een oplossing voor. Sue en Brad verzinnen ondertussen een toneelstukje over de gevaren van sms'en en autorijden. |                        |                                                      |                                        |                               |  |
| 55 (3-07) | Halloween II           | Elliot Hegarty                                       | David S. Rosenthal                     | 26 oktober 2011               |  |
| Sue is helemaal niet tevreden over haar Halloween kostuum en vraagt raad aan haar vader. Frankie neemt Brick & zijn vriendjes mee op snoepjacht en is verbaasd over de vele onbeschofte reacties van de buren. Axl en zijn vrienden bedenken ondertussen een plannetje om geld te verdienen met Halloween. |                        |                                                      |                                        |                               |  |
| 56 (3-08) | Heck's Best Thing      | Lee Shallat Chemel                                   | Vijal Patel                            | 2 november 2011               |  |
| Frankie en Mike zijn bezorgd omdat Axl misschien zijn kans heeft verspeeld op een studiebeurs. Sue en Brick krijgen ondertussen de mobiele telefoon van tante Edie in handen. |                        |                                                      |                                        |                               |  |
| 57 (3-09) | The Play               | Eyal Gordin                                          | Roy Brown & Jana Hunter & Mitch Hunter | 16 november 2011              |  |
| Frankie en Sue doen allebei mee in een lokale productie van The Wizard of Oz. Maar dan beslist de regisseur om Sue uit de productie te gooien. Sue denkt echter dat zowel zij als haar moeder niet meer mogen meedoen, dus moet Frankie stiekem het huis uit glippen om te kunnen repeteren. Brick brengt ondertussen een leuke dag door met zijn oom Rusty (Norm Macdonald) en Axl is gestraft nadat hij met een blinddoek achter het stuur betrapt wordt. |                        |                                                      |                                        |                               |  |
| 58 (3-10) | Thanksgiving III       | Elliot Hegarty                                       | Tim Hobert                             | 23 november 2011              |  |
| Frankies ouders Pat (Marsha Mason) en Tag (Jerry Van Dyke) nodigen het hele gezin uit voor Thanksgiving. Maar de sfeer wordt al snel bedrukt wanneer ook Frankies zus Janet (Molly Shannon) en haar gezin ook uitgenodigd zijn en de nodige rivaliteit tussen de twee de spanning alleen maar laat toenemen. Ondertussen geeft Mike Axl wat advies in het versieren van meisjes, probeert Brick zijn onschuld te bewijzen wanneer hij het speelgoed van zijn neefje stukmaakt en is Sue in haar nopjes wanneer ze nu beschouwd wordt als een vrouw door de rest van haar familie. |                        |                                                      |                                        |                               |  |
| 59 (3-11) | A Christmas Gift       | Blake Evans                                          | Jana Hunter & Mitch Hunter             | 7 december 2011               |  |
| Mike heeft een afwasmachine gekocht voor Frankie en probeert dit geheim te houden. Maar dat is buiten Frankie gerekend, die een kerstfeestje organiseert voor de hele buurt. Sue vraagt aan dominee TimTom om de kerstgedachte aan Brick uit te leggen en Axl werkt tijdens de kerstdagen samen met Bob, die probeert indruk te maken op hem. |                        |                                                      |                                        |                               |  |
| 60 (3-12) | Year of the Hecks      | Elliot Hegarty                                       | David S. Rosenthal                     | 4 januari 2012                |  |
| In plaats van zelf voornemens te maken voor het nieuwe jaar, schrijft iedereen een voornemen voor iemand anders in het gezin. Ze dagen elkaar uit om die voornemens een week vol te houden, maar dat blijkt makkelijker gezegd dan gedaan. |                        |                                                      |                                        |                               |  |
| 61 (3-13) | The Map                | Lee Shallat Chemel                                   | DeAnn Heline & Eileen Heisler          | 11 januari 2012               |  |
| Tante Ginny is overleden. Na de begrafenis realiseert Frankie dat ze de mijlpalen in hun leven meer moeten vieren. Ondertussen 'eet' Axl het project van Brick op en Sue ontmoet iemand die haar heel leuk vindt. |                        |                                                      |                                        |                               |  |
| 62 (3-14) | Hecking It Up          | Blake T. Evans                                       | Vijal Patel                            | 18 januari 2012               |  |
| Wanneer de buren op vakantie zijn, maken Frankie en Mike misbruik van hun nieuwe wagen. Sue probeert ondertussen duidelijk te maken aan haar nieuwe vriendje wat ze voor hem voelt. |                        |                                                      |                                        |                               |  |
| 63 (3-15) | Valentine's Day III    | Lee Shallat Chemel                                   | Jana Hunter & Mitch Hunter             | 8 februari 2012               |  |
| Frankie en Mike gaan met enkele buren gezellig tafelen op Valentijn. Elke buurman koopt die avond een roos voor zijn vrouw, behalve Mike, wat Frankie woest maakt. Brick moet een opstel schrijven over Valentijn. Axl vindt zijn leven maar saai en Sue krijgt haar eerste tongkus, iets wat haar volledig van slag brengt. |                        |                                                      |                                        |                               |  |
| 64 (3-16) | The Concert            | Phil Traill                                          | Roy Brown                              | 8 februari 2012               |  |
| Justin Bieber komt naar Indianapolis en Sue wil absoluut tickets vastkrijgen. De tickets zijn helaas snel uitverkocht, maar een lokaal radiostation geeft nog enkele kaartjes weg. Samen met haar moeder gaat ze een nachtje kamperen voor de ingang van het radiostation, maar dat loopt niet zoals gepland. Ondertussen traint Mike Brick voor een spellingswedstrijd en proberen Axl en zijn vrienden een snelheidslimiet al lopend te breken. |                        |                                                      |                                        |                               |  |
| 65 (3-17) | The Sit Down           | Lee Shallat Chemel                                   | Tim Hobert                             | 22 februari 2012              |  |
| Axl, Sue en Brick vinden dat hun ouders te veel zeuren en zagen. Ze willen hun ouders laten zien dat ze wel verantwoordelijk kunnen zijn, maar dat blijkt veel moeilijker dan ze eerst dachten. Frankie en Mike krijgen nu wel veel extra vrije tijd en profiteren hier dan ook goed van. |                        |                                                      |                                        |                               |  |
| 66 (3-18) | Leap Year              | Alex Hardcastle                                      | David S. Rosenthal                     | 29 februari 2012              |  |
| Sue verjaart officieel op 29 februari, en ze denkt dat haar ouders een groot feest voor haar verjaardag organiseren. Frankie probeert haar te overtuigen dat dit niet zo is, maar Sue wil de boodschap maar niet begrijpen. Brick wordt verliefd op een vriendinnetje en Axl ontdekt de stofzuiger. |                        |                                                      |                                        |                               |  |
| 67 (3-19) | The Paper Route        | Lee Shallat Chemel                                   | Jack Burditt                           | 14 maart 2012                 |  |
| Brick gaat kranten ronddragen in de buurt, maar dat loopt niet zoals gepland. Ondertussen probeert Axl Sue te overtuigen dat lange-afstandsrelaties niet werken. Frankie en Mike krijgen ondertussen ruzie over een paar batterijen. |                        |                                                      |                                        |                               |  |
| 68 (3-20) | Get Your Business Done | Blake T. Evans                                       | Vijal Patel                            | 11 april 2012                 |  |
| Frankie en haar gezin besluiten om naar een nieuwe kerk te gaan. Daar geraakt ze geïnspireerd door de dominee en ze wil haar leven drastisch omgooien. Ondertussen wil Brick een nieuw bed en begint Sue met babysitten. |                        |                                                      |                                        |                               |  |
| 69 (3-21) | The Guidance Counselor | Lee Shallat Chemel                                   | Jana Hunter & Mitch Hunter             | 2 mei 2012                    |  |
| Sue gaat op bezoek bij de sociaal assistente van haar school (Whoopi Goldberg). Mike wil absoluut zelf hun nieuwe bed in elkaar zetten, tot ergernis van Frankie. Brick probeert ondertussen de President van het land aan de lijn te krijgen om zijn beklag te doen over het nieuwe fitnessprogramma van zijn school. |                        |                                                      |                                        |                               |  |
| 70 (3-22) | The Clover             | Phil Traill                                          | Roy Brown                              | 9 mei 2012                    |  |
| Brick vindt een klavertjevier en denkt dat het ding hem ongeluk brengt. Axl is geshockeerd wanneer een van zijn vrienden Sue meevraagt naar het schoolbal en probeert de twee uit elkaar te drijven. Maar dat loopt al snel fout. |                        |                                                      |                                        |                               |  |
| 71 (3-23) | The Telling            | Lee Shallat Chemel                                   | Tim Hobert                             | 16 mei 2012                   |  |
| Frankie berispt Axl en Sue voor enkele fouten die ze hebben gemaakt. Maar wanneer Mike ontdekt dat Brick zijn broer en zus verklikt heeft bij Frankie, krijgen Frankie en Mike ruzie. Ondertussen ontdekt Sue dat Axl stiekem veel te laat is thuisgekomen en chanteert hem hiermee. |                        |                                                      |                                        |                               |  |
| 72 (3-24) | The Wedding            | Phil Traill                                          | Vijal Patel                            | 23 mei 2012                   |  |
| Frankie en Mike zijn blij dat Mikes broer Rusty gaat trouwen. Alleen is de vreugde van korte duur wanneer blijkt dat de trouw doorgaat bij hen thuis en ze nog een week hebben om alles voor te bereiden. Brick is ondertussen boos dat hij nu niet naar een verjaardagsfeestje kan gaan en Axl zoekt een vakantiebaantje. |                        |                                                      |                                        |                               |  |

## Seizoen 4 (2012)
| Nr. | Titel                      | Regisseur          | Schrijver(s)                  | Uitzenddatum Verenigde Staten |  |
| --- | -------------------------- | ------------------ | ----------------------------- | ----------------------------- |  |
| 73 & 74 (4-01 & 4-02) | Last Whiff of Summer       | Lee Shallat Chemel | Eileen Heisler & DeAnn Heline | 26 september 2012             |  |
| Frankie denkt bij het einde van de zomer terug aan haar eigen jeugd en haar vakanties. Ondertussen moet Axl bijscholen in de vakantie, wil Sue een betere relatie met haar vader en probeert Brick een tomaat te kweken. |                            |                    |                               |                               |  |
| 75 (4-03) | The Second Act             | Blake T. Evans     | Tim Hobert                    | 3 oktober 2012                |  |
| Frankie wordt ontslagen en ze twijfelt of ze nu een nieuwe (waardeloze) baan moet gaan zoeken of terug moet gaan studeren. Axl geniet van zijn senioriteit nu hij bij de laatstejaars hoort op school. Sue krijgt een nieuwe leerlinge onder haar vleugels en Brick krijgt ruzie met zijn vader. |                            |                    |                               |                               |  |
| 76 (4-04) | Bunny Therapy              | Elliot Hegarty     | Jana Hunter & Mitch Hunter    | 10 oktober 2012               |  |
| Brick ontwikkelt een nieuwe tic en Frankie en Mike worden hierom bij de schoolpsychiater geroepen. Die raadt hen aan om voor hem een huisdier te kopen. Ze beslissen om hem een konijn te kopen, maar het beestje is allerminst 'schattig' te noemen. Axl vraagt zich ondertussen af met welke cheerleader hij nu eigenlijk uitgaat en Sue gaat een nieuwe uitdaging aan. |                            |                    |                               |                               |  |
| 77 (4-05) | The Hose                   | Lee Shallat Chemel | Stacey Pulwer                 | 17 oktober 2012               |  |
| Volgens buurvrouw Rita Glossner (Brooke Shields) heeft Frankie haar nieuwe tuinslang gestolen. Die ontkent er ook maar iets mee te maken te hebben, en Rita zint op wraak. Sue wil ondertussen op uitstap met school, maar wanneer ze Mike's loonbriefje onder ogen krijgt, besluit ze daarvan af te zien. Axl vertelt ondertussen aan Brick (in geuren en kleuren) alles over de bloemetjes en de bijtjes. |                            |                    |                               |                               |  |
| 78 (4-06) | Halloween III: The Driving | Phil Traill        | Roy Brown                     | 24 oktober 2012               |  |
| Sue haalt haar voorlopig rijbewijs, maar ze heeft bang om effectief te gaan rijden. Wanneer ze het dan eindelijk durft, rijdt ze per ongeluk over de voet van Axl, die hierdoor niet meer kan meespelen met het schoolteam en misschien wel zijn voet gebroken heeft. Axl zelf mag voor de eerste keer gaan stemmen en is daar heel trots op en Brick eet te veel Halloween snoep- wat een onverwacht effect heeft op hem. |                            |                    |                               |                               |  |
| 79 (4-07) | The Safe                   | Lee Shallat Chemel | Robin Shorr                   | 7 november 2012               |  |
| Frankie begint aan haar opleiding als tandartsassistente maar maakt geen goede indruk op haar eerste dag. Nu Axls voet effectief gebroken is (en hij dus zijn studiebeurs kan verliezen), sporen Frankie en Mike hem aan om harder te studeren. Sue en Brick vinden ondertussen een item in een oude kluis en denken dat het veel geld waard is. |                            |                    |                               |                               |  |
| 80 (4-08) | Thanksgiving IV            | Blake T. Evans     | Tim Hobert                    | 14 november 2012              |  |
| Frankie wil een goede daad doen voor Thanksgiving en nodigt enkele mariniers uit bij haar thuis. Maar haar ouders Pat en Tag gooien roet in het eten. Axl valt ondertussen voor de charmes van zijn tutor Cassidy. Zijn voet is ondertussen genezen en hij kan terug meespelen met zijn schoolteam. Sue zoekt ondertussen uit wie het hoofd van haar kostuum heeft gestolen en Brick is gebiologeerd door een boek over de film Love Story. |                            |                    |                               |                               |  |
| 81 (4-09) | Christmas Help             | Phil Traill        | Jana Hunter & Mitch Hunter    | 5 december 2012               |  |
| Rusty, de broer van Mike, vraagt om wat meubelen te mogen stockeren in de garage. Maar die spullen zijn gestolen en Frankie wil ze dan ook liefst zo snel mogelijk zien verdwijnen. Frankie neemt ondertussen een tijdelijk baantje om korting te kunnen krijgen in de winkel waar ze werkt. |                            |                    |                               |                               |  |
| 82 (4-10) | Twenty Years               | Phil Traill        | David S. Rosenthal            | 12 december 2012              |  |
| Frankie en Mike zijn 20 jaar getrouwd en dat wil Sue (met 'de hulp' van haar broers) absoluut niet zomaar laten voorbijgaan. Axl verpest het einde van een boek voor Brick. |                            |                    |                               |                               |  |
| 83 (4-11) | Life Skills                | Lee Shallat Chemel | Roy Brown                     | 9 januari 2013                |  |
| Per toeval komen Sue en Axl samen te zitten in dezelfde klas. Ze moeten ook samen aan een project werken, maar dat loopt al snel in het honderd. Ondertussen moet Brick naar de schoolpsycholoog. |                            |                    |                               |                               |  |
| 84 (4-12) | One Kid at a Time          | Elliot Hegarty     | David S. Rosenthal            | 16 januari 2013               |  |
| Frankie en Mike besluiten elk van hun kinderen 1 dag hun volle aandacht te schenken: Axl is zijn ouders liever kwijt, Sue is dan weer te enthousiast en voor Bricks dag zijn Frankie en Mike uiteindelijk te moe en proberen ze ervan onder te muizen ... |                            |                    |                               |                               |  |
| 85 (4-13) | The Friend                 | Lee Shallat Chemel | Robin Shorr                   | 23 januari 2013               |  |
| Frankie probeert Mike aan een nieuwe vriend te helpen: ze hebben een nieuwe buurman die dezelfde interesses heeft dan Mike. Sue wil ondertussen een wedstrijd organiseren tussen haar eigen cheerleaders en de cheerleaders van de Footballclub... |                            |                    |                               |                               |  |
| 86 (4-14) | The Smile                  | Elliot Hegarty     | Tim Hobert                    | 6 februari 2013               |  |
| Axls vrienden beginnen brieven te ontvangen van universiteiten, maar Axl niet, wat Frankie en Mike ongerust maakt. Sue probeert voor een schoolproject iedereen te doen lachen en Brick wil een iPad. |                            |                    |                               |                               |  |
| 87 (4-15) | Valentine's Day IV         | Phil Traill        | Jana Hunter & Mitch Hunter    | 13 februari 2013              |  |
| Axl en zijn vrienden richten een dienst op om je vriend(in) te dumpen. Al snel krijgen ze een reputatie op school en mijdt iedereen de drie als de pest. Maar na een tijdje krijgen de drie wroeging en willen ze het goedmaken. Wanneer Sues vriendje haar dan dumpt voor het Valentijnsbal, nodigt Axls vriend Darren Sue uit voor het bal. Ondertussen moet Franky afrekenen met Brick nadat hij ontdekt dat zij al zijn schoolwerkjes (door de jaren heen) in de vuilbak heeft gesmeten. Mike wil een romantisch sms'je sturen naar Frankie, maar stuurt dit per ongeluk naar een collega, met alle gevolgen van dien... |                            |                    |                               |                               |  |
| 88 (4-16) | Winners and Losers         | John Putch         | David S. Rosenthal            | 20 februari 2013              |  |
| Frankie kijkt uit naar de nakende Oscaruitzending, maar dan komt Brick haar melden dat hij op driedaagse schooluitstap gaat naar Chicago. Sue wil ondertussen uitzoeken wat Darren nu voor haar voelt nadat ze gekust hebben op het Valentijnsbal. |                            |                    |                               |                               |  |
| 89 (4-17) | Wheel of Pain              | Lee Shallat Chemel | Michael Saltzman              | 27 februari 2013              |  |
| Nadat Axl, Sue en Brick per ongeluk de ruit in de woonkamer doen sneuvelen (en de schuld steken op de Glossner kinderen), en hun ouders erachter komen dat zij dit gedaan hebben, besluiten Frankie en Mike om een 'Strafrad' te maken. Elk kind moet hieraan draaien en de straf waarop ze belanden ondergaan- in de hoop dat ze zo opbiechten wat ze gedaan hebben. Ondertussen moet Frankie op school haar lerares Mrs. Armwood (Jane Kaczmarek) te vriend houden, om zo een goede stageplaats te bemachtigen. |                            |                    |                               |                               |  |
| 90 (4-18) | The Name                   | Alex Hardcastle    | Roy Brown                     | 27 maart 2013                 |  |
| Frankies zus (Molly Shannon) biedt haar hulp aan in het huishouden zodat Frankie kan studeren voor haar examens. Ondertussen probeert Axl 'cool' te blijven wanneer het ex-vriendje van zijn vriendin Cassidy plots opdaagt. Sue wil haar tweede naam veranderen, want officieel noemt ze 'Sue Sue Heck'. |                            |                    |                               |                               |  |
| 91 (4-19) | The Bachelor               | Lee Shallat Chemel | Tim Hobert                    | 3 april 2013                  |  |
| Frankie is teleurgesteld nu de finale van haar favoriete televisieprogramma 'The Bachelor' niet loopt zoals ze gehoopt had en ze is niet om aan te spreken- tot Brick haar verbaast met zijn kennis over het programma. Sue wordt opgenomen in het tennisteam van haar school en Mike probeert haar wat tennisles te geven. Ondertussen hebben Cassidy en Axl het over de toekomst van hun relatie. |                            |                    |                               |                               |  |
| 92 (4-20) | Dollar Days                | Phil Traill        | Jana Hunter & Mitch Hunter    | 10 april 2013                 |  |
| De spanning in de band van Axl en zijn vrienden loopt hoog op nu Sue het vriendinnetje is van Darrin. Mike wordt (geheel tegen zijn zin in) de scoutleider van Brick. Frankie gaat op zoek naar een baantje als tandartsassistente. |                            |                    |                               |                               |  |
| 93 (4-21) | From Orson with Love       | Lee Shallat Chemel | Robin Shorr                   | 1 mei 2013                    |  |
| Frankie probeert Sues populariteit wat op te krikken door enkele valse Facebookprofielen aan te maken. De vader van Frankie wil Mike wekelijks wat levenswijsheid bijbrengen en Brick & Axl proberen een virale internetvideo te maken met enkele konijntjes en kittens. |                            |                    |                               |                               |  |
| 94 (4-22) | Hallelujah Hoedown         | Blake T. Evans     | David S. Rosenthal            | 8 mei 2013                    |  |
| Moederdag komt razendsnel dichterbij en Frankie wil er zeker van zijn dat Mike en de kinderen haar een cadeau geven dat ze echt wil hebben. Sue zoekt raad bij dominee TimTom en Axl krijgt slecht nieuws van Cassidy. |                            |                    |                               |                               |  |
| 95 (4-23) | The Ditch                  | Lee Shallat Chemel | Roy Brown                     | 15 mei 2013                   |  |
| Frankie krijgt (per ongeluk) een voorkeursbehandeling wanneer ze de elektriciteitsrekening gaat betalen- en dit allemaal omdat ze haar witte overjas is vergeten uit te doen. Axl probeert Sue te overtuigen om eens een keertje te spijbelen en het weekendje vissen van Mike en Axl loopt al snel verkeerd wanneer Mike de boot crasht... |                            |                    |                               |                               |  |
| 96 (4-24) | The Graduation             | Eileen Heisler     | Tim Hobert                    | 22 mei 2013                   |  |
| Nu Axl bijna afstudeert, wil Frankie een feestje organiseren- tot ergernis van Axl zelf. Sue onderneemt ondertussen haar zesde poging om haar rijbewijs te halen en Brick wordt door de vicedirecteur van zijn school eraan herinnerd dat hij een presentatie moet geven over zijn schooltijd op het einde van het schooljaar... |                            |                    |                               |                               |  |

## Seizoen 5 (2013)
| Nr. | Titel                         | Regisseur           | Schrijver(s)                  | Uitzenddatum Verenigde Staten |  |
| --- | ----------------------------- | ------------------- | ----------------------------- | ----------------------------- |  |
| 97 (5-01) | The Drop Off                  | Lee Shallat Chemel  | DeAnn Heline & Eileen Heisler | 25 september 2013             |  |
| Zeer tegen de zin van Axl staat Frankie erop om met de hele familie Axl te gaan afzetten op zijn universiteit. Maar de rit wordt een hel wanneer Sue ontdekt dat Frankie een fax vergeten te sturen is en Brick meerdere keren zijn mobiele telefoon verliest. |                               |                     |                               |                               |  |
| 98 (5-02) | Change in the Air             | Blake T. Evans      | Jana Hunter & Mitch Hunter    | 2 oktober 2013                |  |
| Op de eerste schooldag voelt Sue een nieuwe vorm van 'bevrijding' nu Axl er niet meer is om haar te plagen. Haar gevoelens voor Darrin zijn ook nog niet helemaal verdwenen wanneer Mike aan Darrin vraagt om de airconditioning te komen herstellen. Brick gaat voor de eerste keer naar de middelbare school en heeft angst dat hij gepest zal worden. Ondertussen is Frankie jaloers op Mike omdat Axl al zijn berichtjes wel beantwoordt en die van haar niet.                                                                                     |                               |                     |                               |                               |  |
| 99 (5-03) | The Potato                    | Lee Shallat Chemel  | Tim Hobert                    | 9 oktober 2013                |  |
| Frankie en Mike moeten de wagen die ze van de kerk geleend hadden (omdat hun wagen stuk was) teruggeven. Sue ziet dat niet zitten want dat wil zeggen dat zij terug met de bus naar school moet. Haar ouders zeggen dan dat als ze een baantje vindt Sue een eigen auto mag kopen. Dit motiveert Sue meteen en ze neemt een baantje aan in het lokaal winkelcentrum. Frankie wordt ook nog eens bij de schooldirecteur van Brick geroepen en Axl keert ondertussen terug naar huis omdat hij niet overeenkomt met zijn kamergenoot op de universiteit. |                               |                     |                               |                               |  |
| 100 (5-04) | The 100th                     | Blake T. Evans      | David S. Rosentahl            | 23 oktober 2013               |  |
| Wanneer Orson (de stad waar de familie woont) zijn 100ste verjaardag viert, worden Frankie en Mike gevraagd om een gigantische opblaasbare koe te besturen in een parade. Zeer tegen hun zin accepteren ze hun taak. Ondertussen probeert Sue Darrin jaloers te maken. Brick doet ondertussen mee aan een wedstrijd om het nieuw motto van de stad te bedenken. |                               |                     |                               |                               |  |
| 101 (5-05) | Halloween IV: The Ghost Story | Lee Shallat Chemel  | Roy Brown                     | 30 oktober 2013               |  |
| Nu Halloween dichterbij komt, houdt Sue een seance met haar vriendinnen en ze beweert de geest van Christopher Columbus gezien te hebben. Axl mag van zijn teamgenoten niet naar zijn eigen Halloweenparty gaan. Ondertussen probeert iedereen Brick te helpen om een meisje uit te nodigen voor een Halloweenfeestje op school. |                               |                     |                               |                               |  |
| 102 (5-06) | The Jump                      | Elliot Hegarty      | Robin Shorr                   | 13 november 2013              |  |
| Frankie is de plagerijen van haar familie beu en zoekt troost in de liefde van een hondje dat losliep op straat. Frankie en Mike zijn verbaasd dat Sue lid is mogen worden van het volleybalteam op school. Axl roept ondertussen de hulp in van Brick nu het niet zo goed gaat met zijn studies. |                               |                     |                               |                               |  |
| 103 (5-07) | Thanksgiving V                | Lee Shallat Chemel  | David S. Rosenthal            | 20 november 2013              |  |
| Op deze Thanksgiving heeft iedereen een geheim: Axl zoekt het ideale moment om aan zijn ouders te vertellen dat hij een paar schoolvakken heeft laten vallen. De vader van Frankie heeft veel geld verloren door te gokken en durft dat niet aan zijn vrouw te vertellen. Sue verbergt ondertussen haar eigen geheim. Enkele ongewenste gasten verstoren ook nog eens het feest waardoor Thanksgiving helemaal in het honderd dreigt te lopen... |                               |                     |                               |                               |  |
| 104 (5-08) | The Kiss                      | Elliot Hegarty      | Jana Hunter & Mitch Hunter    | 4 december 2013               |  |
| Nu Frankies zus met vakantie is, mogen Mike & Frankie op hun huis passen. Ze zien het wel zitten om een tijdje zonder de kinderen in een huis te zitten. Maar door allerlei technologische snufjes vinden Frankie en Mike hun draai niet in het huis. Sue mag op Brick babysitten, maar de kinderen van de familie Glossner maken het haar wel heel moeilijk. Axl maakt ondertussen een 'roadtrip' met zijn vrienden Sean en Darrin in de hoop zijn relatie met zijn ex-vriendin Cassidy nieuw leven in de blazen.                                     |                               |                     |                               |                               |  |
| 105 (5-09) | The Christmas Tree            | Lee Shallat Chemel  | Tim Hobert                    | 11 december 2013              |  |
| Axl komt thuis Kerst vieren, maar brengt liever veel tijd door met zijn vrienden in plaats van zijn familie. Frankie eist meer aandacht voor zijn familie en moet nu met Axl een schema uitwerken. Sue heeft een hevige allergische reactie op de kerstboom. Brick zet ondertussen zijn eigen ponzifraude op met inpakpapier... |                               |                     |                               |                               |  |
| 106 (5-10) | Sleepless in Orson            | Blake T. Evans      | Roy Brown                     | 8 januari 2014                |  |
| Frankie en Mike maken zich grote zorgen om Brick. Hij heeft namelijk een aantal nieuwsberichten gelezen die hem angst aanjagen en die veranderen zijn gedrag zodanig dat ze zich echt zorgen beginnen te maken. Ondertussen heeft Derrick Glossner zijn oog laten vallen op Sue en kust haar een paar keer spontaan, tot grote ergernis van Sue. Darrin is ondertussen zijn eigen 'Boss Co.' begonnen, zeer tegen de zin van Axl en Sean. |                               |                     |                               |                               |  |
| 107 (5-11) | War of the Hecks              | Lee Shallat Chemel  | Robin Shorr                   | 15 januari 2014               |  |
| Wanneer Sue ontdekt dat Axl het hoofd van de schoolmascotte heeft gestolen, besluit ze om wraak te nemen. Ondertussen moet Frankie mee naar een evenement met Dokter Goodwin. |                               |                     |                               |                               |  |
| 108 (5-12) | The Carpool                   | Julie Anne Robinson | Jana Hunter & Mitch Hunter    | 22 januari 2014               |  |
| De buschauffeurs staken, waardoor de ouders nu een carpool moeten opstarten om hun kinderen op tijd in school te krijgen. Dat is buiten Frankie gerekend, die het niet zo nauw neemt met het schema en enkele kinderen te laat komen op school. Ondertussen duikt Axl in de boeken en wordt hij een expert in sterrenkunde. |                               |                     |                               |                               |  |
| 109 (5-13) | The Hungry Games              | Lee Shallat Chemel  | David S. Rosenthal            | 5 februari 2014               |  |
| De familie krijgt een coupon om gratis te gaan eten in een 'all-you-can-eat' restaurant. Ze besluiten dit zondag na de mis te doen, maar tot hun ontzetting is er een gastspreker in de kerk wiens preek een kettingreactie veroorzaakt waardoor de familie hun etentje kan vergeten... |                               |                     |                               |                               |  |
| 110 (5-14) | The Award                     | Phil Traill         | Katy Ballard                  | 26 februari 2014              |  |
| Mike krijgt een onderscheiding omdat hij al 20 jaar in de groeve werkt. Frankie wil dat Mike hem aanneemt, maar Mike ziet dat niet zitten. Sue probeert de aandacht te trekken op school met een nieuw project, genaamd 'Helpende Handen'. Brick krijgt een afdankertje van zijn neef (of dat denkt hij toch tenminste) en Axl krijgt een mysterieus telefoontje... |                               |                     |                               |                               |  |
| 111 (5-15) | Vacation Days                 | Phil Traill         | Tim Hobert                    | 5 maart 2014                  |  |
| Mike moet op verplichte vakantie van zijn baas, en probeert er het beste van te maken. Dat is echter buiten Brick gerekend. Frankie is woedend op Axl wanneer ze ontdekt dat hij de afgelopen dagen bij de buren heeft doorgebracht en zijn eigen moeder daarvan niet op de hoogte heeft gesteld. Sue is geschrokken van een negatieve review van de service die ze levert bij "Spudsy Malone's" en probeert te werken aan haar klantvriendelijkheid.                                                                                                  |                               |                     |                               |                               |  |
| 112 (5-16) | Stormy Moon                   | John Putch          | Robin Shorr                   | 12 maart 2014                 |  |
| Frankie wordt gearresteerd omdat de bibliotheek een klacht heeft ingediend voor een 'gestolen' boek. Nu zoekt ze de schuldige hiervoor en haar ogen kan dat maar 1 iemand zijn: Brick. Sue weet niet hoe ze zich moet gedragen tegenover de nieuwe vriendin van Dominee TimTom. Ondertussen gaan Axl en Cassidy samen op voorjaarsvakantie. |                               |                     |                               |                               |  |
| 113 (5-17) | The Walk                      | Lee Shallat Chemel  | David S. Rosenthal            | 26 maart 2014                 |  |
| Nadat ze enkele oude bekenden tegen het lijf liepen, beseffen Frankie en Mike dat ze interessanter en liever zijn tegen anderen dan tegen elkaar- en dat kan niet blijven duren. Ondertussen vragen meerdere jongens aan Sue of ze meewil naar het schoolbal en roept Brick de hulp in van Axl voor een speciale boekbespreking op school. |                               |                     |                               |                               |  |
| 114 (5-18) | The Smell                     | Phil Traill         | Roy Brown                     | 2 april 2014                  |  |
| Mikes vriend Bill vraagt hem om zijn assistent-trainer te worden in de vrouwenvoetbalploeg waar Sue lid van is. Maar Bill trekt zich al snel terug als coach, waardoor Mike nu de hoofdcoach van het team wordt. Hij merkt al snel dat de dames zich liever met heel andere zaken bezighouden dan met het spel zelf. Frankie heeft ondertussen andere zorgen: Brick stinkt, en ze moet proberen hem een betere hygiëne bij te brengen. Axl krijgt een portret van Cassidy en weet niet goed wat hiervan te denken.                                     |                               |                     |                               |                               |  |
| 115 (5-19) | The Wind Chimes               | Lee Shallat Chemel  | Jana Hunter & Mitch Hunter    | 23 april 2014                 |  |
| Frankie vraagt aan buurvrouw Rita Glossner (Brooke Shields) om de windgong op haar veranda weg te halen, want de familie wordt er gek van. Axl en Hutch vinden een oude bank op straat. Brick vindt dat er te weinig zout op de pretzels zit en in plaats van er over te klagen bij de producent, bedenkt hij een nieuwe, zoute snack. Sue licht ondertussen de rest van de familie in dat zij en Darrin terug bij elkaar zijn. |                               |                     |                               |                               |  |
| 116 (5-20) | The Optimist                  | Lee Shallat Chemel  | Tim Hobert                    | 30 april 2014                 |  |
| Sue beseft dat ze binnen twee jaar afstudeert en gaat op zoek naar een manier om haar studies te kunnen financieren. Frankie is vergeten om herinneringen te sturen naar de klanten van de praktijk waar ze werkt. Ze probeert dit op te lossen zonder dat haar baas dit te weten komt. Brick eist dat zijn vader zich verontschuldigt bij een vriendinnetje nadat Mike haar (per ongeluk) schoffeerde en Axl & Hutch eten de hele voedselvoorraad in het huis op.                                                                                     |                               |                     |                               |                               |  |
| 117 (5-21) | Office Hours                  | Lee Shallat Chemel  | Ben Adams                     | 7 mei 2014                    |  |
| Frankie kan alle vragen van haar kinderen niet meer bijhouden, en besluit daarom een klein 'thuiskantoortje' open te doen, waarbij de kinderen hun vragen elke dag tussen 17h en 18h kunnen stellen aan haar. Ondertussen houdt Mike Darrin in het oog en nodigt Brick onverwacht enkele vriendjes uit voor een boekbespreking. |                               |                     |                               |                               |  |
| 118 (5-22) | Heck on a Hard Body           | Blake T. Evans      | Jana Hunter & Mitch Hunter    | 14 mei 2014                   |  |
| Sue doet mee aan een wedstrijd en ze is vastbesloten deze te winnen: de laatste persoon die zijn of haar hand op een wagen kan houden, is de winnaar en wint een wagen. Mike en Brick gaan samen met Mikes broer Rusty naar Chicago omdat Brick meedoet aan een spellingwedstrijd en Frankie gaat met Axl op zoek naar een bureau die hij is kwijtgespeeld. |                               |                     |                               |                               |  |
| 119 (5-23) | Orlando                       | Eileen Heisler      | David S. Rosenthal            | 21 mei 2014                   |  |
| Sue heeft een reis gewonnen naar Walt Disney World en ze telt af tot de familie vertrekt. Brick wil dat de familie een ommetje maakt langs North Carolina om zijn (online) vriendinnetje te ontmoeten. Axl wacht de punten van zijn examens af. En een portie tegenslagen dreigen ervoor zorgen dat de hele trip in het water valt... |                               |                     |                               |                               |  |
| 120 (5-24) | The Wonderful World of Hecks  | Lee Shallat Chemel  | Tim Hobert                    | 21 mei 2014                   |  |
| Eenmaal aangekomen in het park blijkt dat ze geen tickets gewonnen hebben voor Disney World, maar voor Disneyland in Californië. Ze geraken toch het park in en door het vele getreuzel (van o.a. Brick) doen ze niet één attractie op hun eerste dag. Op hun tweede dag verslaapt de hele familie zich en komen ze veel te laat in het park. De familie splitst zich dan maar op: Sue, Brick en Axl doen wat attracties, hun ouders gaan genieten in Epcot.                                                                                           |                               |                     |                               |                               |  |

## Seizoen 6 (2014)
| Nr. | Titel                     | Regisseur          | Schrijver(s)                  | Uitzenddatum Verenigde Staten |  |
| --- | ------------------------- | ------------------ | ----------------------------- | ----------------------------- |  |
| 121 (6-01) | Unbraceable You           | Lee Shallat Chemel | Tim Hobert                    | 24 september 2014             |  |
| Frankie vergist zich van week, waardoor de kinderen een week school missen en Sue en Brick nu heel wat moeten inhalen. Sue krijgt ondertussen eindelijk het verlossende woord dat haar blokjes uit mogen. Axl verslaat Mike in een spelletje basketbal en Brick wordt creatief in zijn zoektocht naar de ideale schooltas. |                           |                    |                               |                               |  |
| 122 (6-02) | The Loneliest Locker      | Blake T. Evans     | Jana Hunter & Mitch Hunter    | 1 oktober 2014                |  |
| Frankie en Mike gaan op zoek naar een tweede baantje om Sue naar een goede universiteit te kunnen sturen. Sue en Brad houden zich ondertussen bezig met het regisseren en acteren in hun eigen geschreven toneelstuk, getiteld 'De eenzaamste locker'. Axl gaat samenhokken met zijn vriend Hutch en neemt ongevraagd heel wat spulletjes mee naar zijn nieuwe appartement. Brick vindt een doos met (irritant) kinderspeelgoed en begint er iedereen mee op de zenuwen te werken. |                           |                    |                               |                               |  |
| 123 (6-03) | Major Anxiety             | Phil Traill        | Rich Dahm                     | 8 oktober 2014                |  |
| Brick verbaast Frankie en Mike wanneer hij naar een schoolfeestje wil. Axl moet een hoofdvak kiezen en weet niet waar zijn interesses eigenlijk liggen. Ondertussen wil Sue zichzelf een 'cooler' imago geven op school. |                           |                    |                               |                               |  |
| 124 (6-04) | The Table                 | Lee Shallat Chemel | Roy Brown                     | 22 oktober 2014               |  |
| Frankie en Mike zijn 22 jaar getrouwd en Frankie wil een nieuwe eettafel kopen. Ze vindt een goedkope tafel op het internet en wacht vol spanning op de levering. Axl en Hutch zoeken een nieuwe roommate. Darrin geeft Sue een hangertje cadeau en Brick begint een podcast over lettertypes. |                           |                    |                               |                               |  |
| 125 (6-05) | Halloween V               | Lee Shallat Chemel | Robin Shorr                   | 29 oktober 2014               |  |
| Brick nodigt een meisje uit bij hem thuis en Frankie & Mike weten niet goed wat ze hiervan moeten denken. Sue probeert haar studiefonds wat te spekken en organiseert een filmvoorstelling voor Halloween. Axl moet per ongeluk de avond en nacht doorbrengen in de bibliotheek. |                           |                    |                               |                               |  |
| 126 (6-06) | The Sinkhole              | Melissa Kosar      | Katie Ballard                 | 12 november 2014              |  |
| De gootsteen begeeft het, waardoor Frankie nu de vaat moet doen met de tuinslang. Brick maakt per ongeluk de grasmaaier stuk, en vraagt advies aan Axl over hoe hij dit aan zijn vader moet vertellen. Die raadt hem aan een list te gebruiken en zijn vader te misleiden. |                           |                    |                               |                               |  |
| 127 (6-07) | Thanksgiving VI           | Lee Shallat Chemel | Tim Hobert                    | 19 november 2014              |  |
| Voor Thanksgiving gaat de hele familie uit eten. Brick nodigt zijn vriendinnetje Cindy uit en probeert haar hart te winnen door een beer voor haar te vangen. Darrin heeft het gevoel alsof Mike hem niet moet en probeert (samen met Sue) hier iets aan te doen. |                           |                    |                               |                               |  |
| 128 (6-08) | The College Tour          | Blake T. Evans     | Rich Dahm                     | 3 december 2014               |  |
| Mike gaat samen met Sue kijken naar een aantal universiteiten, waardoor hij nu een belangrijke wedstrijd van Axl mist. Frankie gaat wel kijken en laat Brick achter bij de babysit, die hem probeert te helpen met een schoolproject. |                           |                    |                               |                               |  |
| 129 (6-09) | The Christmas Wall        | Lee Shallat Chemel | Roy Brown                     | 10 december 2014              |  |
| Frankie voelt zich niet geapprecieerd en besluit de kerstdecoratie minimalistisch te houden dit jaar. Mike wil een plastieken kerstboom te kopen, maar krijgt geen waar voor zijn geld. Axl probeert wat geld te verdienen met de feestdagen en besluit 'Boss Co.' opnieuw leven in te blazen met zijn vrienden Sean en Darrin, maar dat zorgt al snel voor spanningen tussen de 3 vrienden.                                                                                       |                           |                    |                               |                               |  |
| 130 (6-10) | Pam Freakin' Staggs       | Elliot Hegarty     | Jana Hunter & Mitch Hunter    | 7 januari 2015                |  |
| Frankie krijgt bezoek van Pam Staggs (Kirstie Alley), een voormalige klasgenote die onlangs heeft meegedaan aan het Rad van Fortuin. Frankie ziet het helemaal zitten, maar raak al snel geïrriteerd door Pam en wil haar liever weer snel uit haar leven. Sue probeert enkele nieuwe hobby's uit. Axl zit ondertussen nog altijd opgescheept met Devin Levin en probeert haar aan de kant te schuiven.                                                                            |                           |                    |                               |                               |  |
| 131 (6-11) | A Quarry Story            | Clare Kilner       | Ilana Wernick                 | 14 januari 2015               |  |
| Sue begint te werken in de groeve van Mike, maar dankzij een foto op social media, draait haar werk plots uit in een feestje met desastreuze gevolgen. Brick probeert de familie warm te maken met enkele spelletjes, maar werkt hen al snel op de zenuwen. Frankie vindt een oude cheque van haar werk bij Mr. Ehlert, maar die weigert haar te betalen als ze er niet een dag voor komt werken.                                                                                  |                           |                    |                               |                               |  |
| 132 (6-12) | Hecks on a Train          | Lee Shallat Chemel | Tim Hobert                    | 4 februari 2015               |  |
| Tante Edie is overleden, en de hele familie neemt de trein om haar lichaam naar South Dakota te brengen, alwaar zij begraven wil worden. |                           |                    |                               |                               |  |
| 133 (6-13) | Valentine's Day VI        | Lee Shallat Chemel | Rich Dahm                     | 11 februari 2015              |  |
| Frankie moedigt Brick aan om zijn vriendinnetje uit te nodigen voor Valentijn. Devin Levin wil niet dat Axl haar een cadeautje koopt voor Valentijn, maar dankzij zijn vrienden weet hij nu niet meer goed wat hij moet doen: wil Devin nu wel of geen cadeautje? Darrin heeft een speciale zoektocht georganiseerd voor Sue, maar als hij haar uiteindelijk ten huwelijk vraagt, weet Sue niet goed hoe hierop te reageren.                                                       |                           |                    |                               |                               |  |
| 134 (6-14) | The Answer                | Phil Traill        | Tim Hobert                    | 18 februari 2015              |  |
| Brick probeert van zijn ticks af te geraken. Axl probeert hem hiermee te helpen. Sue vraagt aan haar ouders wat ze moet doen met het huwelijksvoorstel van Darrin. Mike reageert furieus en Sue probeert hem te kalmeren. |                           |                    |                               |                               |  |
| 135 (6-15) | Steaming Pile of Guilt    | Lee Shallat Chemel | Robin Shorr                   | 25 februari 2015              |  |
| Frankie en Mike realiseren zich dat ze Bricks verjaardag vergeten te vieren zijn ... in november! Brick mag daarop 1 dag helemaal inplannen met allerlei activiteiten die de anderen moeten ondergaan, maar dat beklagen ze zich al snel. Devin verbreekt de relatie met Axl nadat zij hoort hoe Axl 'weird Ashley' behandelt. |                           |                    |                               |                               |  |
| 136 (6-16) | Flirting with Disaster    | Phil Traill        | Roy Brown                     | 4 maart 2015                  |  |
| Axl nodigt zijn vriend Finn uit bij hen thuis. Finn geeft Frankie een complimentje over haar uiterlijk en zij laat zich dat complimentje welgevallen, maar die situatie loopt al snel uit de hand wanneer Axl en Finn haar erover horen spreken aan de telefoon. Sue neemt Brick mee naar een conventie in Indianapolis. Mike probeert ondertussen Tag te helpen met zijn rijexamen.                                                                                               |                           |                    |                               |                               |  |
| 137 (6-17) | The Waiting Game          | Danny Salles       | Katie Ballard                 | 25 maart 2015                 |  |
| Sue wacht in spanning op groot nieuws: aan welke universiteit kan ze beginnen studeren in het najaar? Brick wil een roman schrijven, maar dat blijkt makkelijker gezegd dan gedaan. |                           |                    |                               |                               |  |
| 138 (6-18) | Operation Infiltration    | Melissa Kosar      | Ilana Wernick                 | 1 april 2015                  |  |
| Frankie gaat mee op schooluitstap met Brick. Mike en Rusty (zijn broer) proberen de tuin van hun vader wat op te ruimen en dat roept heel wat herinneringen aan hun jeugd op. |                           |                    |                               |                               |  |
| 139 (6-19) | Siblings and Sombreros    | Melissa Kosar      | Jana Hunter & Mitch Hunter    | 8 april 2015                  |  |
| Sue is boos op Axl omdat hij vergeet een sombrero mee te brengen voor haar. Dit zorgt voor een conflict tussen de twee, waarin Frankie al snel in betrokken wordt. Mike is ondertussen gechoqueerd dat Brick op school verkozen wordt tot 'Atleet van de maand'. |                           |                    |                               |                               |  |
| 140 (6-20) | Food Courting             | Blake T. Evans     | Jana Hunter & Mitch Hunter    | 15 april 2015                 |  |
| Axl wordt 21 jaar en viert dit op school. Maar Mike wil dit vieren met zijn zoon en probeert hem met een smoesje naar huis te lokken. Brick probeert ondertussen wat meer op zijn grote broer te lijken, tot ergernis van Frankie en Mike. |                           |                    |                               |                               |  |
| 141 (6-21) | Two of a Kind             | Danny Salles       | Tim Hobert                    | 22 april 2015                 |  |
| De vader en oom van Frankie vechten een familievete uit en Frankie wil dat Mike de ruzie probeert op te lossen. Sue krijgt voor het eerst een strafstudie op school en roept de hulp in van Axl. |                           |                    |                               |                               |  |
| 142 (6-22) | While You Were Sleeping   | Blake T. Evans     | Roy Brown                     | 29 april 2015                 |  |
| Sue is depressief omdat ze niet naar een schoolfeestje kan gaan. Een knappe collega biedt aan om samen met haar te gaan, maar ze vindt niemand die haar werk wil overpakken op die avond. Axl en Brick beginnen samen een bedrijfje. Ondertussen proberen Frankie en Mike samen een film uit te kijken. |                           |                    |                               |                               |  |
| 143 (6-23) | Mother's Day Reservations | Lee Shallat Chemel | Rich Dahm                     | 6 mei 2015                    |  |
| Mike gaat op zoek naar het ideale moederdagcadeau voor Frankie. Frankie zelf is ondertussen teleurgesteld in de cadeautjes die haar kinderen haar gekocht hebben. |                           |                    |                               |                               |  |
| 144 (6-24) | The Graduate              | Eileen Heisler     | Eileen Heisler & DeAnn Heline | 13 mei 2015                   |  |
| Sue studeert eindelijk af, maar uiteraard gaat niet alles zoals gepland. Axl maakt zich zorgen over Devin, die terugkeert naar Idaho voor de zomer. Maar Devin verrast Axl wanneer ze plots voor zijn deur staat. Brick krijgt ondertussen de mogelijkheid om een jaar over te slaan, iets waar Frankie en Mike zich zorgen over maken: is Brick wel klaar voor zo'n grote stap?                                                                                                   |                           |                    |                               |                               |  |

## Seizoen 7 (2015)
| Nr. | Titel                         | Regisseur          | Schrijver(s)                  | Uitzenddatum Verenigde Staten |  |
| --- | ----------------------------- | ------------------ | ----------------------------- | ----------------------------- |  |
| 145 (7-01) | Not Your Brother's Drop Off   | Lee Shallat Chemel | Tim Hobert                    | 23 september 2015             |  |
| De hele familie gaat Sue en Axl afzetten op de universiteit, maar dat zorgt al snel voor spanningen. Brick maakt zich zorgen over zijn relatie met Cindy nu ze naar de middelbare school gaan. |                               |                    |                               |                               |  |
| 146 (7-02) | Cutting the Cord              | Danny Salles       | Rich Dahm                     | 30 september 2015             |  |
| Sue voelt zich eenzaam en valt Frankie voortdurend lastig met sms'jes. Mike raadt Frankie aan de berichten te negeren, maar dan besluit Sue om Mike lastig te vallen met berichtjes. Brick heeft een beschermengel op school, iets wat hij heel vreemd vindt. Axl en Hutch hebben ondertussen last van een miereninvasie in hun appartement. |                               |                    |                               |                               |  |
| 147 (7-03) | The Shirt                     | Lee Shallat Chemel | Jana Hunter & Mitch Hunter    | 7 oktober 2015                |  |
| Mike en Frankie gaan uit eten met de familie Norwood. Hij trekt hiervoor een nogal vreemd hemd aan en wanneer hij wat later een motorfiets koopt, denkt Frankie dat hij in een midlifecrisis zit. Brick beseft ondertussen dat hij nog het enige kind is dat thuis woont en alle klusjes vanaf nu op zijn schouders vallen. Sue vertelt ondertussen per ongeluk aan Devin dat Axl van haar houdt en dat zorgt voor spanningen tussen Axl en Devin. |                               |                    |                               |                               |  |
| 148 (7-04) | Risky Business                | Phil Traill        | Ilana Wernick                 | 14 oktober 2015               |  |
| Mike begint samen met zijn broer Rusty een bedrijfje. Sue brengt een bezoekje aan Brad. Axl probeert ondertussen zijn ouders te overtuigen dat hij oud en wijs genoeg is om een ritje te maken met Mike's nieuwe motorfiets. Brick is blij dat zijn broer en zus thuis zijn, zodat ze kunnen helpen met de huishoudelijke karweitjes. . |                               |                    |                               |                               |  |
| 149 (7-05) | Land of the Lost              | Lee Shallat Chemel | Roy Brown                     | 21 oktober 2015               |  |
| Mike is slecht gezind en Frankie vraagt zich af waarom. Ze roept de hulp in van dominee Tim-Tom. Brick brengt een bezoekje aan de universiteit en krijgt een rondleiding van Sue. Maar wanneer Sue Logan tegenkomt, verliest ze al snel Brick uit het oog. Axl en Hutch besluiten om naar hun huisbaas te stappen want de miereninvasie geraakt maar niet opgelost. |                               |                    |                               |                               |  |
| 150 (7-06) | Halloween VI: Tick Tock Death | Elliot Hegarty     | Tim Hobert                    | 28 oktober 2015               |  |
| Nu Axl, Hutch en Kenny terug bij Frankie en Mike wonen, werken ze al snel Frankie op de zenuwen. Brick gaat samen met Mike snoep ophalen voor Halloween in een betere buurt van Orson. |                               |                    |                               |                               |  |
| 151 (7-07) | Homecoming II: The Tailgate   | Lee Shallat Chemel | Ilana Wernick                 | 11 november 2015              |  |
| Sue keert terug naar huis voor 'Homecoming' en wanneer ze ontdekt dat niemand het pak van de schoolmascotte wil dragen, gaat zij de uitdaging aan. Frankie krijgt bezoek van haar moeder. |                               |                    |                               |                               |  |
| 152 (7-08) | Thanksgiving VII              | Elliot Hegarty     | Rich Dahm                     | 18 november 2015              |  |
| De tandartspraktijk waar Frankie werkt, wordt overgenomen door een keten en door vernieuwingswerken in de praktijk valt ze tijdelijk zonder werk. Ze zoekt dan een tijdelijk baantje om de feestdagen te overbruggen. Sue neemt een extra shift op haar werk, vooral in de hoop dat ze er Logan zal tegenkomen. Axl gaat met zijn vrienden naar een bar, waar hij een emotionele avond beleeft. Mike leert ondertussen Brick te pokeren. |                               |                    |                               |                               |  |
| 153 (7-09) | The Convention                | Lee Shallat Chemel | Jana Hunter & Mitch Hunter    | 2 december 2015               |  |
| Frankie moet samen met Dr. Goodwin naar een congres, en Mike mag ook mee. Ze denken echter dat alle kosten betaald zijn door de organisator, maar dat blijkt helaas niet het geval. Axl trekt voorlopig in bij Sue, tot haar grote ergernis. Ondertussen moet Opa 'Big' Mike op Brick babysitten. |                               |                    |                               |                               |  |
| 154 (7-10) | Not So Silent Night           | Melissa Kosar      | DeAnn Heline & Eileen Heisler | 9 december 2015               |  |
| De familie besluit om kerstavond gewoon thuis te vieren en niet naar de middernachtmis te gaan. Sue wist per ongeluk alle foto's van de computer, waardoor de hele familie nu op zoek moet naar oude familiefoto's in de garage. |                               |                    |                               |                               |  |
| 155 (7-11) | The Rush                      | Lee Shallat Chemel | Roy Brown                     | 6 januari 2016                |  |
| Sue besluit zich aan te sluiten bij een 'Sorority' op haar universiteit. Ze wordt overal geweigerd, maar ze krijgt er wel een nieuwe vriendin bij: Lexie. Brick wil alleen gaan winkelen, waardoor Frankie zich nutteloos voelt. Axl zoekt ondertussen een stageplaats en Mike ontdekt social media... |                               |                    |                               |                               |  |
| 156 (7-12) | Birds of a Feather            | Victor Nelli       | Tim Hobert                    | 13 januari 2016               |  |
| Axl begint vandaag te werken op zijn stageplaats, maar is teleurgesteld wanneer hij allemaal rotklusjes moet doen. Frankie mag eindelijk beginnen te werken in de vernieuwde tandartspraktijk, maar ze vindt het resultaat maar niets. Ondertussen moet Mike aan Brick vertellen dat Cindy met een andere jongen gekust heeft. |                               |                    |                               |                               |  |
| 157 (7-13) | Floating 50                   | Lee Shallat Chemel | Rich Dahm                     | 20 januari 2016               |  |
| Mike vraagt aan Axl en Brick om Frankie's 50ste verjaardagsfeestje te organiseren, maar dat loopt al snel in het honderd... |                               |                    |                               |                               |  |
| 158 (7-14) | Film, Friends and Fruit Pies  | Blake T. Evans     | Jana Hunter & Mitch Hunter    | 10 februari 2016              |  |
| Axl leert een geheim van zijn baas op zijn stageplaats, en dat bezorgt hem veel stress. Lexie koopt allerlei dure cadeaus voor haar en Sue, maar Sue kan deze niet betalen. Brick moet een korte video maken voor een schoolproject, maar ergert zich al snel aan zijn hoofdrolspelers Cindy & Troy en roept de hulp in van Frankie en Brad. |                               |                    |                               |                               |  |
| 159 (7-15) | Hecks at a Movie              | Lee Shallat Chemel | Ilana Wernick                 | 17 februari 2016              |  |
| De familie neemt Brick voor de allereerste keer mee naar de bioscoop, maar Brick is gechoqueerd wanneer hij een preview ziet van een film die gebaseerd is op een van zijn favoriete boeken. Ondertussen halen Sean en Axl herinneringen op aan hun eerste kus. |                               |                    |                               |                               |  |
| 160 (7-16) | The Man Hunt                  | Danny Salles       | Roy Brown                     | 24 februari 2016              |  |
| Sue probeert Logan te vergeten nu hij besloten heeft om priester te worden. Ze gaat uit met Lexie, maar moet al snel vaststellen dat ze van flirten geen kaas heeft gegeten en vraagt hulp aan Frankie. Axl en Hutch kopen een caravan op een politieveiling en zoeken een plek om hun caravan te plaatsen. Brick gaat ondertussen naar een Bar mitswa. |                               |                    |                               |                               |  |
| 161 (7-17) | The Wisdom Teeth              | Lee Shallat Chemel | Stacey Pulwer                 | 16 maart 2016                 |  |
| Axl en Sue laten hun wijsheidstanden trekken en Frankie is blij dat haar beide kinderen thuis zijn en ze ervoor kan zorgen. Brick maakt van de gelegenheid gebruik om nieuwe huisregels op te leggen aan zijn broer en zus. Ondertussen krijgt Mike ruzie met zijn broer Rusty. |                               |                    |                               |                               |  |
| 162 (7-18) | A Very Donahue Vacation       | Jaffar Mahmood     | Rich Dahm                     | 23 maart 2016                 |  |
| Mike verrast de familie met een vakantie naar het Mammoth Cave National Park. Frankie vreest dat het een saaie vakantie zal worden en nodigt daarom de familie Donahue mee uit, die enthousiast ingaan op het voorstel van Frankie. Ondertussen schakelt Axl Brick in om meisjes te versieren. |                               |                    |                               |                               |  |
| 163 (7-19) | Crushed                       | Lee Shallat Chemel | Tim Hobert                    | 6 april 2016                  |  |
| Sue wordt verliefd op een van haar professoren en doet er alles aan om door hem opgemerkt te worden. Mike en Frankie ontmoeten de ouders van Cindy, het vriendinnetje van Brick- en zij blijken even raar te zijn als hun dochter. |                               |                    |                               |                               |  |
| 164 (7-20) | Survey Says...                | Lee Shallat Chemel | Ilana Wernick                 | 13 april 2016                 |  |
| Sue nodigt Frankie uit om te gaan lunchen en Frankie vindt het fantastisch dat haar dochter haar heeft uitgenodigd. Maar Sue brengt haar nieuw vriendje Jeremy mee en de twee beginnen alles op te sommen wat Frankie (en de rest van de wereld) volgens hen fout doen. Ondertussen vertelt Axl aan zijn vader dat hij wil stoppen met American football en Brick geraakt geobsedeerd door een beoordelingsformulier nadat hij iets heeft besteld op het internet.                                                                                            |                               |                    |                               |                               |  |
| 165 (7-21) | The Lanai                     | Blake T. Evans     | Jana Hunter & Mitch Hunter    | 27 april 2016                 |  |
| Mike en zijn werkvrienden hebben voor Frankie een patio gebouwd in de tuin en ze kijkt er heel erg naar uit om hem te gebruiken. Maar door de nieuwe buren (en hun schreeuwende kinderen) krijgt Frankie niet veel tijd om te ontspannen. Brick vraagt zich af of dat de vrienden van Mike hem geholpen hebben omdat het zijn vrienden zijn of omdat hij hun baas is. Sue & Lexie winnen ondertussen een prijs en Axl & Hutch bouwen hun camper om tot een foodtruck.                                                                                         |                               |                    |                               |                               |  |
| 166 (7-22) | Not Mother's Day              | Lee Shallat Chemel | Rich Dahm                     | 4 mei 2016                    |  |
| Nadat ze jaar na jaar teleurgesteld is geweest door haar familie op Moederdag, pakt Frankie het dit jaar anders aan: dit jaar wil ze niets hebben. Maar als een aardige man dan aanbiedt om haar boodschappen te betalen in de supermarkt wanneer ze haar portemonnee vergeten is (en zij hem niet moet terugbetalen, maar vraagt om op haar beurt iets goed te doen voor een ander), krijgt Frankie een idee: de familieleden trekken allemaal een naam uit een hoed, en moeten voor die persoon iets leuks doen. Maar dat loopt niet van een leien dakje... |                               |                    |                               |                               |  |
| 167 (7-23) | Find My Hecks                 | Phil Traill        | Roy Brown                     | 11 mei 2016                   |  |
| Nu Sue en Axl thuis zijn voor de zomer, wil Frankie dat ze 's avonds ook op tijd thuis zijn. Maar wanneer Sue en Axl zich niet aan de afspraak houden, zoekt Frankie een manier om haar kinderen stiekem te kunnen volgen. Ondertussen zoekt Brick uit wie er als valedictorian afstudeert op zijn school. |                               |                    |                               |                               |  |
| 168 (7-24) | The Show Must Go On           | Lee Shallat Chemel | Tim Hobert                    | 18 mei 2016                   |  |
| Brick studeert af van de middenschool en heeft een lied geschreven hiervoor. Wanneer Frankie hoort dat Brick zijn lied niet mag brengen tijdens de ceremonie, probeert ze ervoor te zorgen dat hij het lied toch mag brengen. Ondertussen begint Sue met haar vakantiebaantje in Dollywood en wordt Axl aangenomen als medewerker bij een countryclub, al waar hij snel in aanvaring komt met een 10-jarige jongetje, dat een kopie is van Axl... |                               |                    |                               |                               |  |

## Seizoen 8 (2016)
| Nr. | Titel                         | Regisseur           | Schrijver(s)               | Uitzenddatum Verenigde Staten |  |
| --- | ----------------------------- | ------------------- | -------------------------- | ----------------------------- |  |
| 169 (8-01) | The Core Group                | Lee Shallat Chemel  | Illana Wernick             | 11 oktober 2016               |  |
| Frankie en Mike zijn blij om April (Greer Grammer) te ontmoeten, Axl zijn grote liefde. Maar ze zien al snel dat liefde echt blind maakt, wanneer April een dom blondje blijkt te zijn. Sue wil van richting veranderen nadat ze een hele zomer gewerkt heeft in Dollywood en Brick begint een nieuw schooljaar en wil het dit jaar anders aanpakken.                                                 |                               |                     |                            |                               |  |
| 170 (8-02) | A Tough Pill to Swallow       | Phil Traill         | Rich Dahm                  | 18 oktober 2016               |  |
| Sue wordt van school gesmeten nadat ze een formulier is vergeten in te vullen. Mike probeert haar te helpen. Brick is ondertussen ziek en moet een pil slikken, iets wat hij nog nooit gedaan heeft. Ondertussen krijgen Axl en Hutch ruzie nadat Axl hun camper gebruikt om naar zijn vriendin April te rijden en Hutch dus zonder vervoer komt te zitten.                                           |                               |                     |                            |                               |  |
| 171 (8-03) | Halloween VIII: The Heckoning | Lee Shallat Chemel  | Tim Hobert                 | 25 oktober 2016               |  |
| Frankie ontdekt dat, indien zij en Mike zouden scheiden, alle 3 de kinderen veel liever bij Mike zouden wonen dan bij haar. Ondertussen probeert Sue haar kamer terug te krijgen van Brick en werkt Axl zijn frustraties uit op zijn familie nu hij altijd zo vriendelijk moet zijn tegen zijn vriendin April.                                                                                        |                               |                     |                            |                               |  |
| 172 (8-04) | True Grit                     | Victor Nelli        | Jana Hunter & Mitch Hunter | 1 november 2016               |  |
| Sue wil het uitmaken met haar vriendje Jeremy en vraagt advies aan Axl over hoe ze dit het beste aanpakt. Brick probeert erbij te horen op school. Ondertussen koopt Frankie per ongeluk ondergoed met 'foute slogans' op. |                               |                     |                            |                               |  |
| 173 (8-05) | Roadkill                      | Lee Shallat Chemel  | Roy Brown                  | 15 november 2016              |  |
| Frankie en Mike vergeten nogmaals Bricks verjaardag. Maar de verrassing is nog groter wanneer blijkt dat hij er 15 wordt, en dus ook mag beginnen leren te rijden. Axl wil Brick wel leren rijden in zijn Winnabago, maar ze vernielen wel een belangrijk monument in hun woonplaats. Sue moet beslissen wat haar hoofdvak wordt op de universiteit, en leert zo een geheim over haar moeder Frankie. |                               |                     |                            |                               |  |
| 174 (8-06) | Thanksgiving VIII             | Elliot Hegarty      | Ilana Wernick              | 22 november 2016              |  |
| Frankie vindt April helemaal niets voor Axl en ze doet er alles aan om haar van de traditionele familiefoto voor de feestdagen te weren. Maar dan hoort ze dat Axl Thanksgiving zal doorbrengen bij de familie van April en slaagt ze in paniek. Ondertussen wordt Sue woest wanneer blijkt dat Brick haar nieuwe collega is bij Spudsy's.                                                            |                               |                     |                            |                               |  |
| 175 (8-07) | Look Who's Not Talking        | Lee Shallat Chemel. | Tim Hobert                 | 29 november 2016              |  |
| Frankie vindt een nieuwe, goedkope supermarkt maar echt blij is ze niet omdat Axl haar nog altijd negeert. Ondertussen ontwikkelt Brick een nieuwe tic (en krijgt hierom ook een strafstudie) en verrast Brad Sue met een bezoekje aan haar school. |                               |                     |                            |                               |  |
| 176 (8-08) | Trip and Fall                 | Elliot Hegarty      | Rich Dahm                  | 6 december 2016               |  |
| Rita Glossner neemt Frankie mee op een tocht naar een onbekende bestemming. Mike maakt een schaamtelijke val op zijn werk. Ondertussen probeert Sue Axl te ontdooien- hij is nog altijd boos omdat zijn familie April niet accepteert. Maar dan ontdekt Sue iets over de relatie van Axl en April...                                                                                                  |                               |                     |                            |                               |  |
| 177 (8-09) | A Very Marry Christmas        | Lee Shallat Chemel  | Jana Hunter & Mitch Hunter | 13 december 2016              |  |
| Sue worstelt nog altijd met het grote geheim over Axl en April en probeert het geheim voor de rest van de familie verborgen te houden. Brick probeert zich te verstoppen voor enkele kinderen van de buurt en Mike weet niet goed hoe hij moet reageren op een cadeau dat hij krijgt van zijn buurman Bill.                                                                                           |                               |                     |                            |                               |  |
| 178 (8-10) | Escape Orson                  | Jaffar Mahmood      | Roy Brown                  | 3 januari 2017                |  |
| De hele familie brengt nieuwjaarsdag door in een escaperoom en proberen het record van de familie Donahue te breken. Brick is overtuigd dat de acteur die hen bijstaat een beroemde auteur is. Sue heeft zelf een geheimpje voor Axl en Mike is verbaasd dat Frankie een romantische droom heeft gehad over Frank Sinatra.                                                                            |                               |                     |                            |                               |  |
| 179 (8-11) | Hoosier Maid                  | Elliot Hegarty      | Bruce Rasmussen            | 10 januari 2017               |  |
| Frankie wint een wedstrijd en krijgt een maand lang gratis hulp in het huishouden. Maar het huis van de familie blijkt niet zo simpel om op te ruimen. Mike en Rusty moeten op zoek naar hulp voor hun vader nu deze niet meer zo goed te been is. Ondertussen proberen Axl, Hutch & Kenny bij Sue & Lexie in te trekken nu hun camper te koud is om in te wonen.                                     |                               |                     |                            |                               |  |
| 180 (8-12) | Picture Imperfect             | Melissa Kosar       | Rich Dahm                  | 17 januari 2017               |  |
| Axl panikeert wanneer hij beseft dat hij over vier maanden afstudeert en hij nog geen enkele sollicatiebrief heeft verstuurd. Brad stemt in om Sue's zangkoor te begeleiden in een zangwedstrijd. Ondertussen vraagt Brick advies aan Frankie & Mike nu Cindy hem voor een ultimatum heeft gesteld: hij moet minder lezen, of ze maakt het uit met hem.                                               |                               |                     |                            |                               |  |
| 181 (8-13) | Ovary and Out                 | Elliot Hegarty      | Ilana Wernick              | 7 februari 2017               |  |
| ... |                               |                     |                            |                               |  |
| 182 (8-14) | Sorry Not Sorry               | Phil Traill         | Tim Hobert                 | 14 februari 2017              |  |
| ... |                               |                     |                            |                               |  |
| 183 (8-15) | Dental Hijinks                |                     |                            | 21 februari 2017              |  |
| ... |                               |                     |                            |                               |  |